# Ярост
Вижте пояснителната страница за други значения на Ярост.
Ярост в психиатрията е душевно състояние, което се отличава с крайност на интензивността на гнева. Когато човек преживее ярост, тя трае, докато заплахата не е премахната или човекът, който е под влиянието на яростта, не е възпрепятстван. В другия край на континуума е досадата (DiGiuseppe & Tafrate, 2006). Психопатологични проблеми като депресия увеличават шансовете за преживяване на чувства на ярост (Painuly et al., 2005).

## Биохимия
Яростта се появява, когато окситоцинът, вазопресинът и кортиколиберинът се изпускат бързо от хипоталамуса. Това кара хипофизната жлеза да произвежда и отделя огромни количества адренокортикотропен хормон, което кара адреналния кортекс да освобождава кортикостероиди. Тази верижна реакция се появява, когато човек се изправя пред заплашваща ситуация. (Jezova et al., 1995; Sapolsky, 1992).